# Ashanti (colonia britannica)
Ashanti è stato una colonia della corona britannica  nell'Africa occidentale dal 1902 fino alla sua indipendenza come parte del Dominion del Ghana in 1957. Dopo diverse guerre precedenti con le truppe britanniche, Ashanti fu nuovamente occupata dagli inglesi nel gennaio 1896. Nel 1900 ebbe luogo la rivolta degli Ashanti. Gli inglesi repressero la violenza e conquistarono la città di Kumasi. Il re tradizionale di Ashanti, l'Asanthene, e i suoi consiglieri furono deportati. Ne conseguì l'annessione di Ashanti da parte degli inglesi, così che divenne parte dei domini di Sua Maestà e una colonia della corona britannica, amministrata da un commissario capo sotto l'autorità del governatore della Costa d'Oro. Ashanti fu qualificata come colonia per conquista. L'annessione e l'amministrazione furono stabiliti dal decreto "Ashanti" emanato il 26 settembre 1901.
Gli Ashanti persero la loro sovranità ma non l’integrità essenziale del loro sistema socio-politico. Nel 1935, l'autodeterminazione limitata per gli Ashanti fu ufficialmente regolarizzata con la costituzione formale della Confederazione Ashanti. Ashanti continuò ad essere amministrata insieme alla Costa d'Oro, ma rimase comunque una colonia della corona separata finché non fu unita come parte del nuovo dominion chiamato Ghana ai sensi del Ghana Independence Act del 1957.